# Robert Guérin
Robert Guérin (n. 28 iunie 1876-?? 1952 în Franța) a fost președinte al FIFA din 1904 până în 1906. El a fost primul președinte FIFA.